# Garbownikowate

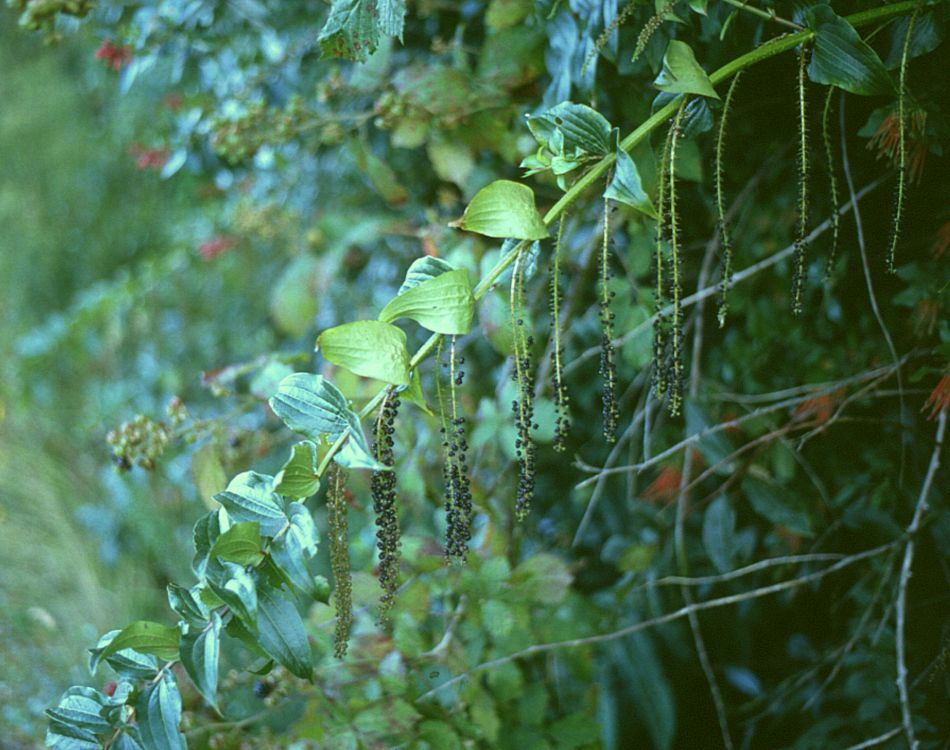
Coriaria ruscifolia

Garbownikowate, koriariowate (Coriariaceae) – monotypowa rodzina klasyfikowana do rzędu dyniowców. Obejmuje jeden rodzaj garbownik, koriaria (Coriaria) liczący w zależności od ujęcia od 12 do 16 gatunków. Rośliny te występują w obszarze śródziemnomorskim (tylko C. myrtifolia), w rejonie Himalajów i Chin (cztery gatunki), Japonii (tylko C. japonica), Nowej Zelandii (osiem gatunków). Na wyspach Pacyfiku oraz w Andach od Meksyku po Argentynę rośnie C. ruscifolia. Zasiedlają różne siedliska zwykle w świetlistych lasach i zaroślach, często w miejscach wilgotnych i skalistych. Trzy gatunki nowozelandzkie występują w formacjach subalpejskich (są półkrzewami, o pędach zamierających co zimę do poziomu gruntu). Na korzeniach garbowników tworzą się brodawki korzeniowe, w których żyją promieniowce z rodzaju Frankia, mające zdolność asymilowania wolnego (atmosferycznego) azotu. Kwiaty są wiatropylne. Nasiona rozprzestrzeniane są przez ptaki zjadające owoce.
Niektóre gatunki są silnie trujące (toksyny powodują porażenie mięśni), bywają też sadzone jako rośliny ozdobne. C. myrtifolia używana jest do trucia much, a C. ruscifolia do trucia szczurów. Ze względu na wysoką zawartość garbników wykorzystywane są (zwłaszcza C. myrtifolia) w garbarstwie. Wszystkie są wrażliwe na mrozy, stąd w Polsce sporadycznie spotykane bywają w kolekcjach botanicznych. W lecznictwie wykorzystywany jest nowozelandzki C. arborea, a z także z Nowej Zelandii pochodzący C. ruscifolia służy do wyrobu czarnej farby.

## Morfologia

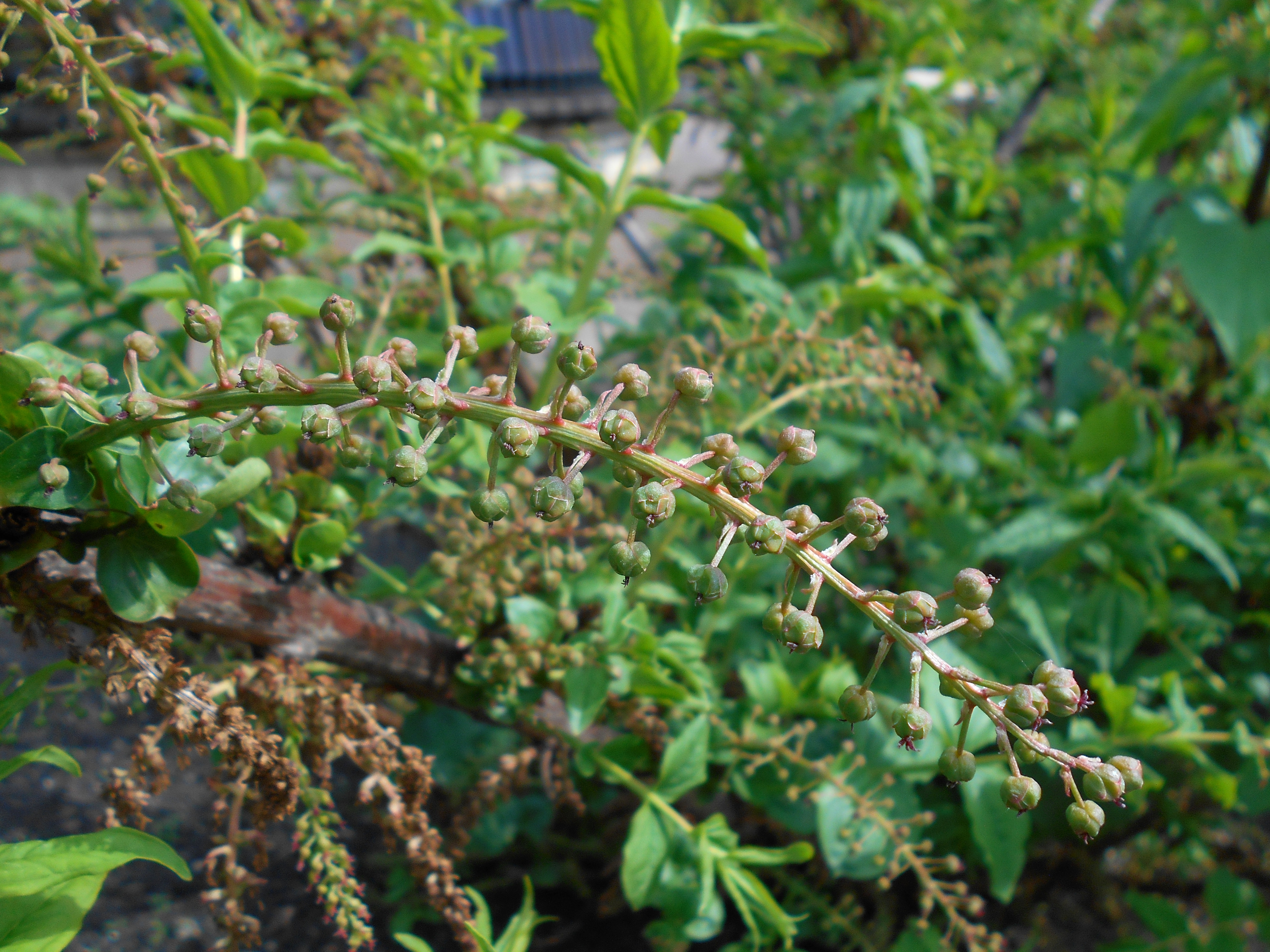
Coriaria nepalensis

PokrójKłączowe byliny, półkrzewy, krzewy i małe drzewa osiągające 6 m wysokości, o pędach wzniesionych lub wspinających się, pokrytych korkowaciejącymi przetchlinkami, zwykle czterokanciastych, zróżnicowanych na krótko- i długopędy. Na węzłach pędy pokryte są trichomoidami – w połowie łuskami, w połowie włoskami. Młode pędy mają szeroki rdzeń.
LiścieNaprzeciwległe (rzadko w okółkach po trzy), z wąskimi, zaostrzonymi i odpadającymi przylistkami. Blaszka liściowa niepodzielona, całobrzega, zwykle lancetowata do owalnej. Liście znacznie różnią się wielkością, u niektórych gatunków osiągając 10 × 8 cm, u innych są włosowate i mają do 4 mm długości przy 0,2 mm szerokości (C. angustissima).
KwiatyDrobne, obupłciowe lub jednopłciowe (rośliny wówczas jednopienne), promieniste i skupione w licznokwiatowe, wąskie grona. Kielich i korona są pięciokrotne, przy czym wolne działki są zwykle dłuższe od niepozornych płatków. Pręcików jest dziesięć. Pylniki są okazałe, z nitką przytwierdzoną do nasady lub od tyłu, ale blisko nasady. Zalążnia jest górna i składa się z pięciu, rzadko z dziesięciu wolnych, brodawkowatych na powierzchni owocolistków. Z każdej zalążni wyrasta jedna nitkowata szyjka wystająca poza okwiat, przedłużona wyrostkiem.
OwoceJednonasienne niełupki, które w liczbie pięciu lub dziesięciu rozwijają się zamknięte mięśniejącymi i zabarwiającymi się na żółto, czerwono lub czarno płatkami, nadając owocowi wygląd podobny do jagody. Nasiona są drobne, czerwonobrązowe i lekko spłaszczone.

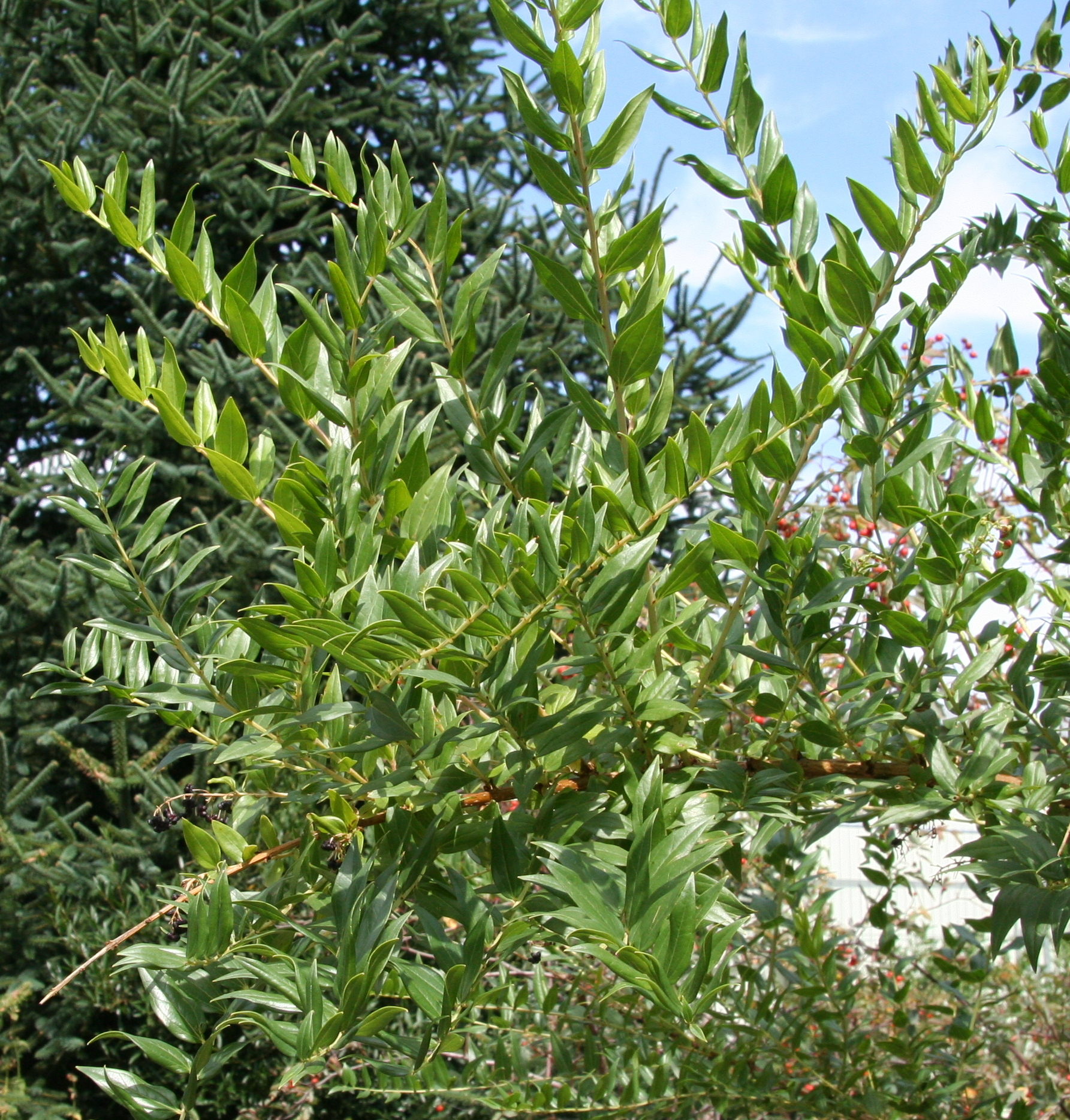
Pokrój Coriaria myrtifolia
Kwitnący okaz Coriaria myrtifolia
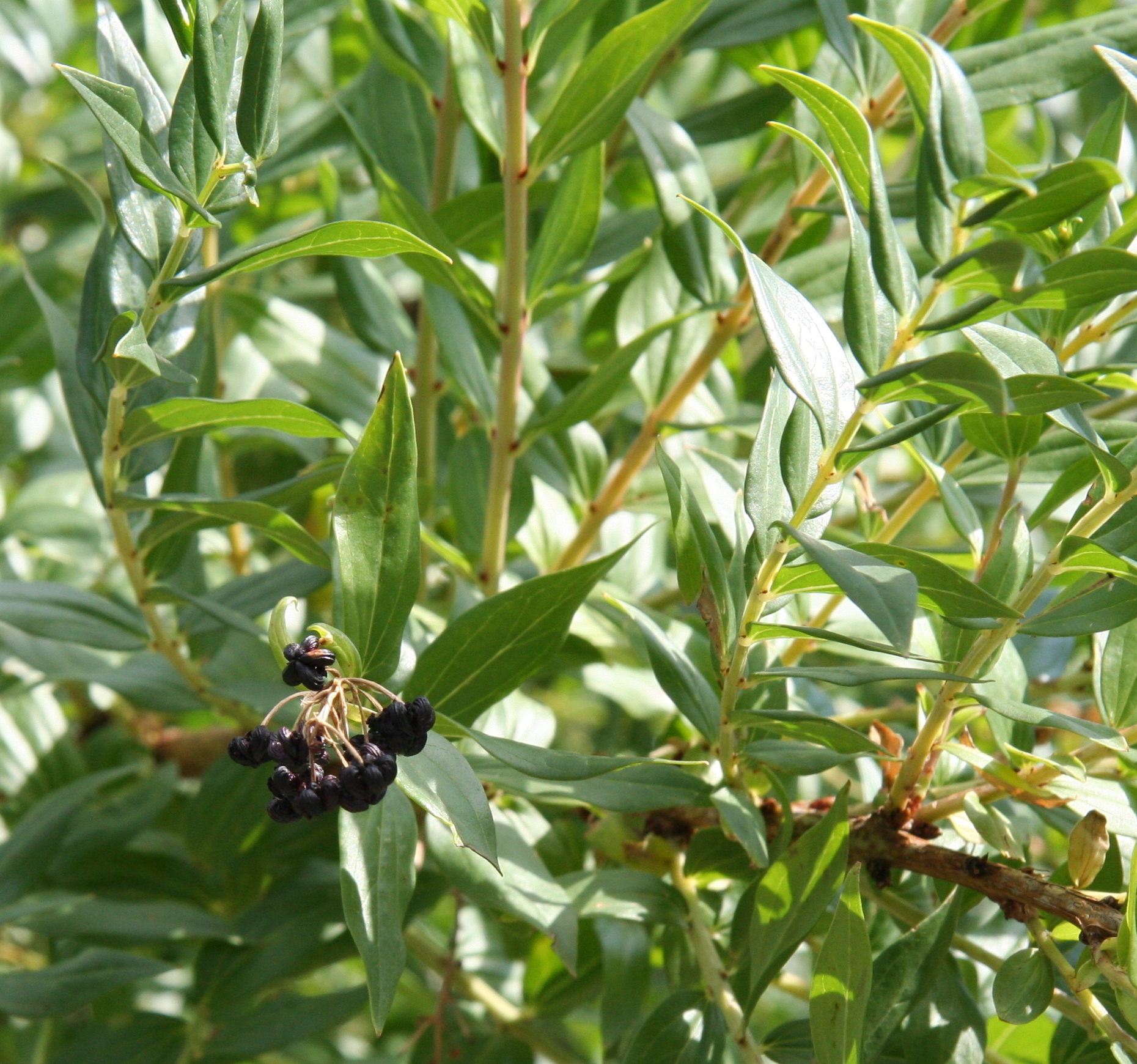
Owocujący okaz Coriaria myrtifolia

## Systematyka
Rodzaj Coriaria był od dawna wyodrębniany w randze własnej rodziny, ale bardzo różnie umieszczany w systematyce – w obrębie rutowców (Rutales), mydleńcowców (Sapindales) i nawet jaskrowców (Ranunculales). Badania molekularne dość zaskakująco usytuowały tę rodzinę w obrębie rzędu dyniowców (Cucurbitales), jako siostrzaną dla pałężynowatych (Corynocarpaceae), z którymi łączy je i wyróżnia od innych rodzin rzędu: górny słupek, okazałe liścienie, całobrzegie liście, drobne kwiaty oraz szereg cech anatomicznych.
Pozycja systematyczna według APweb (aktualizowany system APG IV z 2016)
|  | Corynocarpaceae – pałężynowate |
|  |                                |
|  | Coriariaceae – garbownikowate  |
|  |                                |

|  | Tetramelaceae                                                                             |
|  |                                                                                           |
|  | \| \| Datiscaceae – konopnicowate \| \| \| \| \| \| Begoniaceae – begoniowate \| \| \| \| |
|  |                                                                                           |
|  | Datiscaceae – konopnicowate                                                               |
|  |                                                                                           |
|  | Begoniaceae – begoniowate                                                                 |
|  |                                                                                           |

|  | Datiscaceae – konopnicowate |
|  |                             |
|  | Begoniaceae – begoniowate   |
|  |                             |

|  | Tetramelaceae                                                                             |
|  |                                                                                           |
|  | \| \| Datiscaceae – konopnicowate \| \| \| \| \| \| Begoniaceae – begoniowate \| \| \| \| |
|  |                                                                                           |
|  | Datiscaceae – konopnicowate                                                               |
|  |                                                                                           |
|  | Begoniaceae – begoniowate                                                                 |
|  |                                                                                           |

|  | Datiscaceae – konopnicowate |
|  |                             |
|  | Begoniaceae – begoniowate   |
|  |                             |

|  | Corynocarpaceae – pałężynowate |
|  |                                |
|  | Coriariaceae – garbownikowate  |
|  |                                |

|  | Tetramelaceae                                                                             |
|  |                                                                                           |
|  | \| \| Datiscaceae – konopnicowate \| \| \| \| \| \| Begoniaceae – begoniowate \| \| \| \| |
|  |                                                                                           |
|  | Datiscaceae – konopnicowate                                                               |
|  |                                                                                           |
|  | Begoniaceae – begoniowate                                                                 |
|  |                                                                                           |

|  | Datiscaceae – konopnicowate |
|  |                             |
|  | Begoniaceae – begoniowate   |
|  |                             |

|  | Tetramelaceae                                                                             |
|  |                                                                                           |
|  | \| \| Datiscaceae – konopnicowate \| \| \| \| \| \| Begoniaceae – begoniowate \| \| \| \| |
|  |                                                                                           |
|  | Datiscaceae – konopnicowate                                                               |
|  |                                                                                           |
|  | Begoniaceae – begoniowate                                                                 |
|  |                                                                                           |

|  | Datiscaceae – konopnicowate |
|  |                             |
|  | Begoniaceae – begoniowate   |
|  |                             |

|  | Corynocarpaceae – pałężynowate |
|  |                                |
|  | Coriariaceae – garbownikowate  |
|  |                                |

|  | Tetramelaceae                                                                             |
|  |                                                                                           |
|  | \| \| Datiscaceae – konopnicowate \| \| \| \| \| \| Begoniaceae – begoniowate \| \| \| \| |
|  |                                                                                           |
|  | Datiscaceae – konopnicowate                                                               |
|  |                                                                                           |
|  | Begoniaceae – begoniowate                                                                 |
|  |                                                                                           |

|  | Datiscaceae – konopnicowate |
|  |                             |
|  | Begoniaceae – begoniowate   |
|  |                             |

|  | Tetramelaceae                                                                             |
|  |                                                                                           |
|  | \| \| Datiscaceae – konopnicowate \| \| \| \| \| \| Begoniaceae – begoniowate \| \| \| \| |
|  |                                                                                           |
|  | Datiscaceae – konopnicowate                                                               |
|  |                                                                                           |
|  | Begoniaceae – begoniowate                                                                 |
|  |                                                                                           |

|  | Datiscaceae – konopnicowate |
|  |                             |
|  | Begoniaceae – begoniowate   |
|  |                             |

|  | Corynocarpaceae – pałężynowate |
|  |                                |
|  | Coriariaceae – garbownikowate  |
|  |                                |

|  | Tetramelaceae                                                                             |
|  |                                                                                           |
|  | \| \| Datiscaceae – konopnicowate \| \| \| \| \| \| Begoniaceae – begoniowate \| \| \| \| |
|  |                                                                                           |
|  | Datiscaceae – konopnicowate                                                               |
|  |                                                                                           |
|  | Begoniaceae – begoniowate                                                                 |
|  |                                                                                           |

|  | Datiscaceae – konopnicowate |
|  |                             |
|  | Begoniaceae – begoniowate   |
|  |                             |

|  | Tetramelaceae                                                                             |
|  |                                                                                           |
|  | \| \| Datiscaceae – konopnicowate \| \| \| \| \| \| Begoniaceae – begoniowate \| \| \| \| |
|  |                                                                                           |
|  | Datiscaceae – konopnicowate                                                               |
|  |                                                                                           |
|  | Begoniaceae – begoniowate                                                                 |
|  |                                                                                           |

|  | Datiscaceae – konopnicowate |
|  |                             |
|  | Begoniaceae – begoniowate   |
|  |                             |

Podział
Rodzaj: Coriaria Linnaeus, Sp. Pl. 1037. 1 Mai 1753 – garbownik, garbówka, garbowik, skąpia, koriaria
- Coriaria angustissima Hook.f.
- Coriaria arborea Linds.
- Coriaria duthiei D.K.Singh & Pusalkar
- Coriaria japonica A.Gray – garbownik japoński[11]
- Coriaria kingiana Colenso
- Coriaria kweichovensis Hu
- Coriaria lurida Kirk
- Coriaria myrtifolia L. – garbownik myrtolistny[11]
- Coriaria nepalensis Wall. – garbownik nepalski[11]
- Coriaria plumosa W.R.B.Oliv.
- Coriaria pottsiana W.R.B.Oliv.
- Coriaria pteridoides W.R.B.Oliv.
- Coriaria ruscifolia L.
- Coriaria terminalis Hemsl.
- Coriaria × sarlurida Cockayne & Allan
- Coriaria × sarmangusta Allan